# Washington (West Sussex)
Washington – wieś w Anglii, w hrabstwie West Sussex, w dystrykcie Horsham. Leży 28 km na wschód od miasta Chichester i 70 km na południe od Londynu. W 2001 miejscowość liczyła 1930 mieszkańców.